# Anacanthus barbatus
Anacanthus barbatus és una espècie de peix de la família dels monacàntids i de l'ordre dels tetraodontiformes.

## Morfologia
- Els mascles poden assolir 35 cm de longitud total.[3][4]

## Hàbitat
És un peix marí, de clima tropical i associat als esculls de corall que viu entre 3-8 m de fondària.

## Distribució geogràfica
Es troba des de la costa occidental de l'Índia fins a Indonèsia i el nord-oest d'Austràlia.

## Observacions
És inofensiu per als humans.